# Liste der Kulturdenkmäler in Gaugrehweiler
In der Liste der Kulturdenkmäler in Gaugrehweiler sind alle Kulturdenkmäler der rheinland-pfälzischen Ortsgemeinde Gaugrehweiler einschließlich des Ortsteils Gutenbacherhof aufgeführt. Grundlage ist die Denkmalliste des Landes Rheinland-Pfalz (Stand: 27. November 2018).

## Denkmalzonen
| Bezeichnung                    | Lage                                                                                        | Baujahr                  | Beschreibung | Bild |
| ------------------------------ | ------------------------------------------------------------------------------------------- | ------------------------ | --- | ---- |
| Denkmalzone Hauptstraße 9–23   | Hauptstraße 9–23 Lage                                                                       | 1760er Jahre             | repräsentative spätbarocke Häuserzeile, 1760er Jahre; Mansarddachbauten über hohen, tonnengewölbten Kellern | BW   |
| Denkmalzone Hauptstraße 73–85  | Hauptstraße 73–85 Lage                                                                      | 1760er Jahre             | spätbarocke Häuslerwohnungen mit ausgebauten Mansarddächern, 1760er Jahre, mit gegenüberliegenden Wirtschaftsbauten; einzige Anlage dieser Art im Landkreis | BW   |
| Denkmalzone Jüdischer Friedhof | Hohlgasse Lage                                                                              | 17. oder 18. Jahrhundert | im 17. oder frühen 18. Jahrhundert angelegt; etwa 40 Grabstelen, 17. oder 18. Jahrhundert bis 1920 | BW   |
| Denkmalzone Ortskern           | Marktplatz, Hauptstraße 9–51 und 14–32, Triftstraße 1–3 und 7, Neustraße 1–15 und 2–22 Lage | 18. und 19. Jahrhundert  | durch den Bauwillen der Rheingrafen (1688–1793), insbesondere Carl Magnus (1740–93), geprägter spätbarocker Siedlungskern; Marktplatz, Kirche und Pfarrhof, Apotheke (1875) und Schulhaus (1884/85), zahlreiche Fachwerkbauten bis 1750, repräsentative Massivbauten der zweiten Hälfte des 18. Jahrhunderts sowie harmonierende Bauten des 19. Jahrhunderts | BW   |

## Einzeldenkmäler
| Bezeichnung             | Lage                                                | Baujahr                            | Beschreibung | Bild            |
| ----------------------- | --------------------------------------------------- | ---------------------------------- | --- | --------------- |
| Hofanlage               | Hauptstraße 14 Lage                                 | um 1750                            | Hofanlage, ehemals Jagdschloss der Rheingrafen; stattlicher eingeschossiger spätbarocker Mansardwalmdachbau, um 1750, Bruchsteinscheune 19. Jahrhundert; platzbildprägend | BW              |
| Rheingräfliches Schloss | Hauptstraße 26, Neustraße 9, Zum Schlossberg 1 Lage | 1749–56                            | Überreste des spätbarocken Schlosses, 1749–56, Architekt Johann Leonhard Reichel; Teile der Pflasterung des Ehrenhofs, Gewölbekeller des Hauptgebäudes (Neustraße 9), Außenwände eines zur Scheune umgebauten Kellers (Hauptstraße 26), Teile der Sockelwand, tonnengewölbter Keller vom Seitenflügel (Zum Schlossberg 1)                                                        | Fotos hochladen |
| Wohnhaus                | Hauptstraße 27 Lage                                 | frühes 18. Jahrhundert             | barockes Wohnhaus, teilweise Fachwerk, frühes 18. Jahrhundert; platzbildprägend; Ensemble mit Marktplatz 9 | BW              |
| Apotheke                | Hauptstraße 28 Lage                                 | 1875                               | spätklassizistischer Sandsteinquaderbau mit Walmdach, 1875; straßenbildprägend | BW              |
| Einfirsthaus            | Hauptstraße 29 Lage                                 | zweite Hälfte des 18. Jahrhunderts | spätbarockes Einfirsthaus, zweite Hälfte des 18. Jahrhunderts | BW              |
| Protestantische Kirche  | Hauptstraße 30 Lage                                 | spätes 11. Jahrhundert             | im Kern wohl romanischer Westbau, spätes 11. Jahrhundert, spätgotische Erweiterung, barocke Überformung im 18. Jahrhundert; in den Chorfenstern Wappenscheiben der Wild- und Rheingrafen Philipp Frantz, bezeichnet 1569, und Friedrich, bezeichnet 1610; Ensemble mit ehemaligem Pfarrhof (Hauptstraße 32), Apotheke (Hauptstraße 28) und ehemaligem Schulhaus (Hauptstraße 41) | Fotos hochladen |
| Kriegerdenkmal          | Hauptstraße, vor Nr. 30 Lage                        | 1925                               | Kriegerdenkmal 1914/18 von 1925 | BW              |
| Pfarrhaus               | Hauptstraße 32 Lage                                 | Anfang des 18. Jahrhunderts        | ehemaliges protestantisches Pfarrhaus; Putzbau, teilweise Fachwerk, Anfang des 18. Jahrhunderts, Umbau und Erweiterung 1750; Bruchsteinscheune 19. Jahrhundert, Stall, bezeichnet 1842; straßenbildprägend | BW              |
| Wohnhaus                | Hauptstraße 35/37/39 Lage                           | 1764                               | repräsentativer spätbarocker Krüppelwalmdachbau, im Jahr 1764 als Doppelhaus erbaut; 1833 erfolgte die Teilung einer Haushälfte | BW              |
| Wohnhaus                | Marktplatz 7a/7b Lage                               | 1749                               | barockes Wohnhaus, teilweise Fachwerk (verputzt), bezeichnet 1749 | BW              |
| Wohnhaus                | Marktplatz 9 Lage                                   | um 1700                            | barockes Wohnhaus, reiches Fachwerkobergeschoss, um 1700; straßenbildprägend | BW              |
| Dorfmühle               | Mühlstraße 2 Lage                                   | 1619                               | auch Hallgartsmühle; streckhofartig angeordneter Gebäudekomplex aus Wohnhaus, Mühle und Scheune; Krüppelwalmdachbau, bezeichnet 1619, Fachwerkobergeschoss erste Hälfte des 18. Jahrhunderts, eingeschossige Mühle bezeichnet 1737, Bruchsteinscheune 19. Jahrhundert | BW              |
| Hofanlage               | Mühlstraße 11 Lage                                  | frühes 19. Jahrhundert             | Winkelhofanlage, frühes 19. Jahrhundert | BW              |
| Wohnhaus                | Mühlstraße 15 Lage                                  | 16. Jahrhundert                    | Wohnhaus, teilweise Fachwerk (verputzt), wohl aus dem 16. Jahrhundert, bezeichnet 1807 | BW              |
| Hofanlage               | Mühlstraße 16 Lage                                  | erste Hälfte des 18. Jahrhunderts  | großer Vierseithof; Wohnhaus, teilweise Fachwerk (verputzt), erste Hälfte des 18. Jahrhunderts, bezeichnet 1827, Wirtschaftsgebäude spätes 19. Jahrhundert; straßenbildprägend | Fotos hochladen |
| Wohnhaus                | Neustraße 2 Lage                                    | um 1740                            | Wohnhaus mit Krüppelwalmdach, teilweise Fachwerk (verputzt), um 1740; rückwärtiger Anbau wohl aus dem 19. Jahrhundert; ortsbildprägend | BW              |
| Wohnhaus                | Neustraße 4 Lage                                    | 1730                               | barockes Wohnhaus, teilweise Fachwerk, bezeichnet 1730, Erweiterung wohl noch im 18. Jahrhundert | BW              |
| Zehnthof                | Neustraße 6/8 Lage                                  | Mitte des 18. Jahrhunderts         | Doppelwohnhaus, spätbarocker Krüppelwalmdachbau, Mitte des 18. Jahrhunderts; straßenbildprägend | BW              |
| Wohnhaus                | Neustraße 18 Lage                                   | um 1830/40                         | klassizistischer Putzbau, teilweise Fachwerk, um 1830/40 | BW              |
| Wohnhaus                | Triftstraße 1/7 Lage                                | Mitte des 18. Jahrhunderts         | spätbarockes Doppelwohnhaus, Mitte des 18. Jahrhunderts; straßenbildprägend | BW              |
| Wohnhaus                | Gutenbacherhof, Nr. 1 Lage                          | 1714                               | stattliches barockes Wohnhaus, teilweise Fachwerk (verputzt), bezeichnet 1714 | BW              |
| Hofanlage               | Gutenbacherhof, Nr. 7 Lage                          | erste Hälfte des 18. Jahrhunderts  | Streckhof; spätbarocker Krüppelwalmdachbau, teilweise Fachwerk, erste Hälfte des 18. Jahrhunderts, Stalltrakt bezeichnet 1823 | BW              |